# چنگ مریم
چنگ مریم (نام علمی: Anastatica hierochuntica) نام یک گونه از تیره شب‌بویان است.
به این گیاه رز اریحا یا رز جریکو یا  Anastatica hierochuntica گفته می شود که در هنگام خشکی و بی آبی، در مکانیسمی جالب به دور خودش پیچیده و به شکل یک گیاه مرده در می آید، ممکن است سالها به این صورت بماند اما با کوچکترین رطوبت و آبی سبز خواهد شد.